# Fédération des établissements scolaires publics innovants
La Fédération des établissements scolaires publics innovants (FESPI) est une association qui regroupe depuis 2005 les établissements innovants de France. Elle réunit ses membres au moins une fois par an, lors d'un séminaire organisé dans un des établissements participants.

## Présentation
Créée en 2005, la Fédération des établissements scolaires publics innovants (FESPI) regroupe aujourd'hui dix-huit collèges et lycées expérimentaux (voir Collège expérimental) français fondés lors de différentes vagues de création de ces établissements scolaires, notamment celle qui a suivi la création du  CNIRS au début des années 2000.
Cette fédération a signé en novembre 2006 une convention avec le Ministère de l'Éducation nationale (France), qui lui octroie dans le cadre de l’article 34 de la loi d’orientation de 2005, dite Loi Fillon, trois « rôles : 

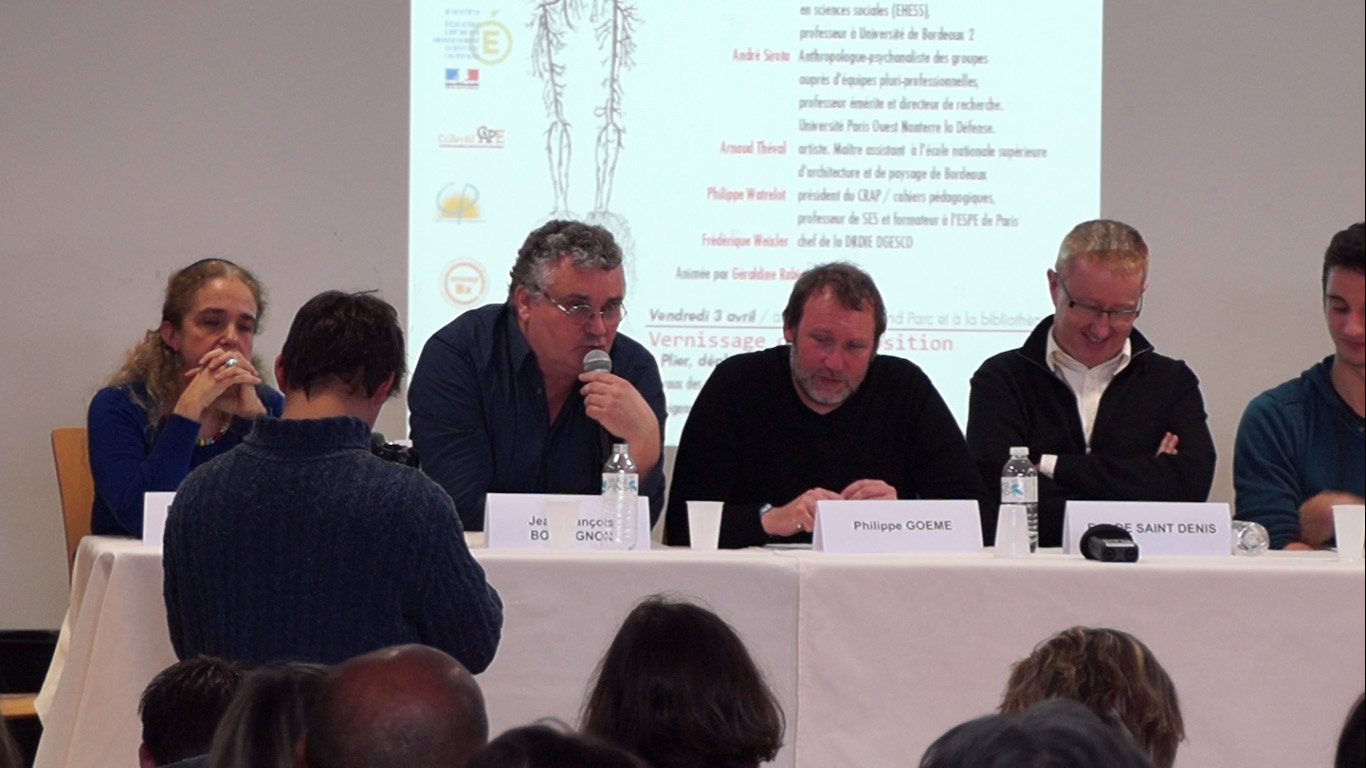
Table Ronde au Séminaire de la FESPI d'avril 2015.

- l’animation du réseau des structures expérimentales (représentation auprès du Ministère de l'Éducation nationale, aide à la création de nouvelles structures…) ;
- un rôle de réflexion et d’analyse, notamment sur les modalités d’évaluation adaptées à ces établissements ;
- la contribution à la formation et à la diffusion dans chaque académie de pratiques nouvelles. L’idée n’est pas de généraliser un modèle, mais de faciliter l’essaimage des établissements expérimentaux et surtout la diffusion de leurs bonnes pratiques.

## Membres de la FESPI

### Établissements scolaires publics innovants
Les établissements faisant partie de la FESPI sont appelés des établissements scolaires publics innovants (ESPI).
- Lycée pilote innovant international (LP2i), à Jaunay-Clan, Futuroscope
- École Vitruve, à Paris
- Collège lycée expérimental d'Hérouville-Saint-Clair (CLE), à Hérouville Saint-Clair
- École-collège Decroly, à Saint-Mandé
- Centre expérimental pédagogique maritime en Oléron (CEPMO), à Saint-Trojan-les-Bains
- Collège Clisthène, à Bordeaux
- Collège lycée expérimental Freinet (CLEF), à La Ciotat
- Pôle innovant lycéen (PIL), à Paris
- Microlycée de Paris
- Microlycée 93, au Bourget
- Lycée Germaine Tillion au Bourget
- Microlycée 94, à Vitry
- Microlycée de Sénart, à Lieusaint
- Lycée de la Nouvelle Chance (LNC), à Cergy
- Microlycée 51, à Reims
- Microlycée de l'académie de Poitiers, à Saint-Maixent l’École
- LNC 92, à Châtenay-Malabry
- Lycée des possibles à Toulon

### Les structures associées de la FESPI
La FESPI comprend quelques établissements associés qui peuvent devenir des ESPIS
- l'Autre lycée, à Tours
- Le microlycée du lycée Victor Louis à Talence

## Bureau de la FESPI
Cette fédération a eu six présidents depuis sa création en 2005 :

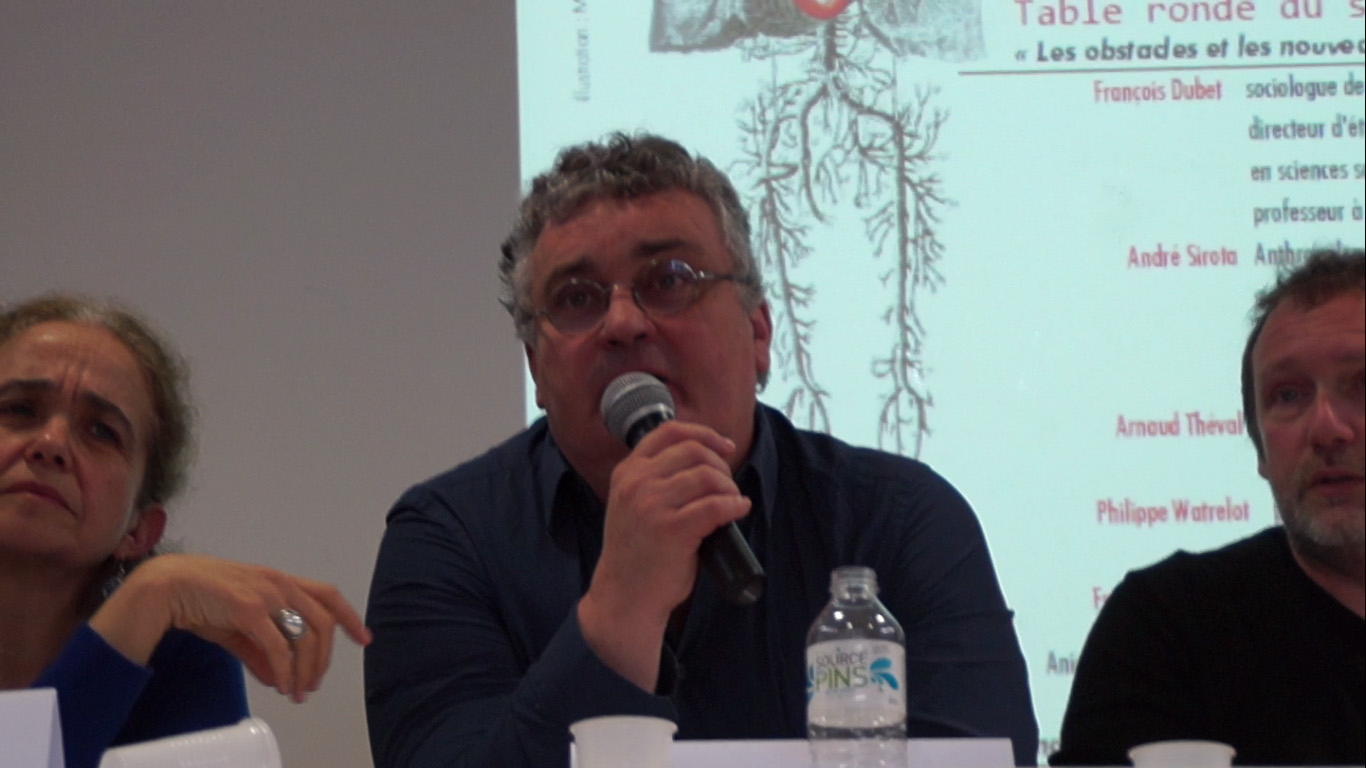
Jean-François Boulagnon au Séminaire de la FESPI d'avril 2015.

- Éric De Saint Denis (2005 - juin 2006), du Microlycée de Sénart ;
- Jean-François Boulagnon (juin 2006 - juin 2009), du Collège Clisthène ;
- Philippe Goémé (juin 2009 - juin 2012), du Pôle Innovant Lycéen (PIL) Paris ;
- Loan Simon-Hourlier (juin 2012 - septembre 2015), du Collège Lycée Expérimental (CLE) ;
- Nadine Coussy Clavaud (septembre 2015 -septembre 2016), du Collège Clisthène ;
- Catherine Noyer (septembre 2016 - avril 2022) Collège Lycée Expérimental (CLE) ;
- Pierric Bergeron (avril 2022 -) Pôle Innovant Lycéen (PIL) ;

et six délégués généraux :
- Éric De Saint Denis (juin 2006 - septembre 2009), du microlycée de Sénart ;
- Pierric Bergeron (septembre 2009 - septembre 2012), du Lycée pilote innovant international (LP2I) ;
- Audrey Maurin (septembre 2012 - septembre 2015), du Microlycée 93 ;
- Bastien Sueur (septembre 2015 - septembre 2018), du Lycée de la Nouvelle Chance (LNC) ;
- Olivier Haeri (septembre 2018 -juin 2023), du Microlycée de Sénart.
- Abdou Seck (Juin 2023 - ) du CEPMO d'Oléron